# Cyclone Giovanna
Le cyclone Giovanna est un cyclone tropical de catégorie 4 qui a affecté Madagascar. Giovanna a été la neuvième dépression tropicale, la septième tempête nommée et le troisième cyclone tropical de la saison cyclonique 2011-2012 du Sud-Ouest de l'océan Indien. Giovanna a causé la mort de 33 personnes le long de la côte malgache. C'est le premier cyclone tropical intense à frapper Madagascar depuis le cyclone Bingiza ayant sévi en février 2011. 

## Évolution météorologique

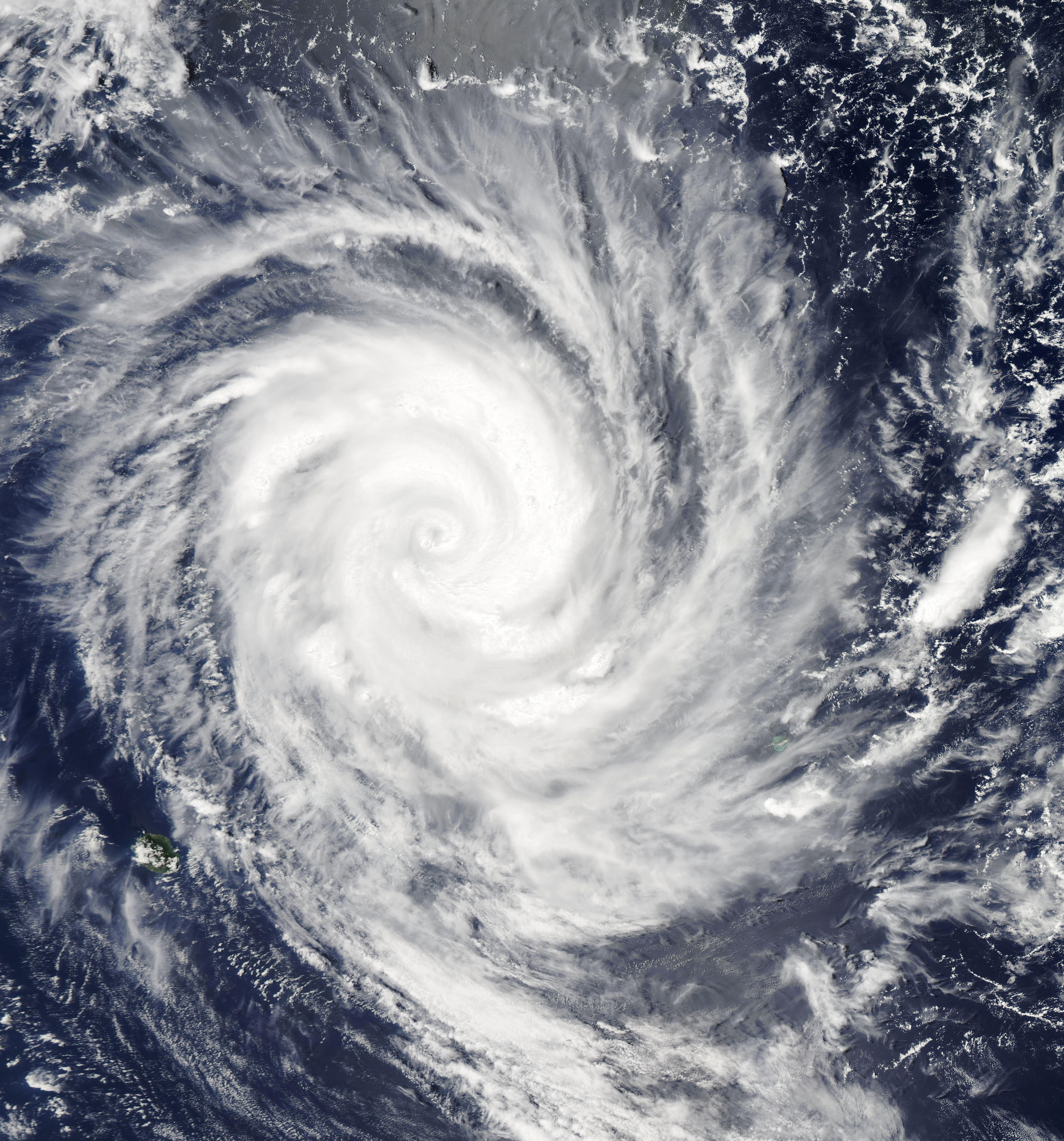
Giovanna pendant son cycle de remplacement de l'œil.

Le cyclone Giovanna s'est développé le 7 février à partir d'une onde tropicale sur l'océan Indien se dirigeant vers le sud-ouest. La perturbation tropicale s'est rapidement transformée en dépression tropicale 9 février. Le même jour, le Joint Typhoon Warning Center (JTWC) a reclassé le système en tant que dépression tropicale 12S. La tempête s'est ensuite intensifiée, devenant une tempête tropicale modérée, recevant le nom de Giovanna.
Le 10 février, Giovanna a continué à se renforcer, devenant une tempête tropicale sévère. Plus tard le même jour, elle est devenue un cyclone tropical intense, en raison de conditions favorables et de bandes orageuses entourant le système.
Peu après, Giovanna entama un cycle de remplacement de son œil et s'affaiblit, redevenant un cyclone tropical moins intense le 11 février, en raison du fort cisaillement du vent entourant le système. Cependant, le cisaillement faiblit rapidement et Giovanna fut capable de se renforcer à nouveau en cyclone tropical intense, avant de terminer son cycle de remplacement de l’œil. Le nouvel œil avait un diamètre de 50 kilomètres, plus grand que l'ancien.
Le 13 février vers 22 h 00 UTC, Giovanna atteignit Madagascar près d'Andevoranto. Le cyclone faiblit ensuite, devenant une dépression tropicale une fois du terre le 14 février. Tôt le 15 février, Giovanna a regagné le large. La tempête a dérivé ensuite vers le sud et le 18 février, Giovanna contourna la pointe sud de Madagascar.
Un fort anticyclone subtropical situé au sud de la tempête la dirigea vers des eaux plus chaudes où elle se renforça une seconde fois en un cyclone tropical de catégorie 2, développant un petit œil. L’œil subit bientôt un cycle de remplacement dû à un cisaillement modéré des vents et le 20 février, Giovanna entra dans une zone de fort cisaillement vertical qui l'affaiblit en dépression tropicale, déplaçant sa convection au sud de son centre. Cela a entraîné l'affaiblissement de Giovanna le lendemain, ne laissant qu'un faible centre de circulation près de la surface. Ces restes furent ensuite poussés plus loin vers le nord-ouest le lendemain, en raison de l'effet Fujiwara avec la tempête tropicale modérée Hilwa, avant la dissipation finale à l'est de Madagascar, tard le 21 février.

## Préparatifs
La population est restée confinée à la maison et les bureaux, écoles et entreprises ont été fermés. Le courant a été coupé dans de nombreuses zones. Les météorologues ont averti que les dommages pourraient être aussi graves qu'en 1994, lorsque le cyclone Geralda avait tué 200 personnes et fait 40 000 sinistrés.[réf. nécessaire]

## Impacts

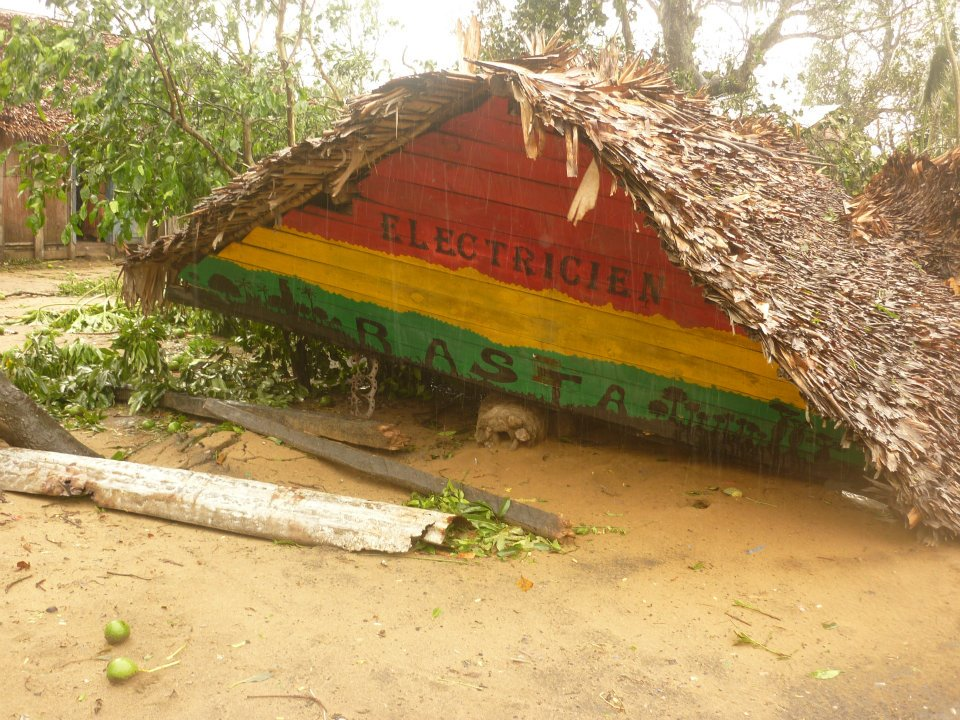
Garage détruit à Vatomandry à Madagascar.

De grandes vagues estimées à 8 mètres ont affecté la côte de La Réunion et entraîné la mort d'un homme, emporté par la mer. À l'Île Maurice, un homme est mort après avoir perdu le contrôle de sa moto pendant la tempête et s'être écrasé contre un pylône électrique.                
Giovanna a causé la mort d'au moins 33 personnes et environ 250 000 personnes sinistrés à Madagascar,. Les inondations et les vents forts ont été les principales causes des dégâts, en plus de l'onde de tempête qui inonda de nombreuses zones côtières.

## Épilogue
Des milliers de personnes ont été touchées par ce cyclone à travers Madagascar, 60 % des maisons ayant notamment été endommagées ou détruites. Deux villages sur de petites îles près de Madagascar auraient été « rayés de la carte ». Selon les rapports, 75 à 90 % des structures de ces zones ont été détruites par la tempête. 
Les forts vents du cyclone ont déraciné des arbres et des pylônes électriques, causant des coupures de courant. Des véhicules de service d'urgence ont été mobilisés à Antananarivo le mardi afin de nettoyer les débris. 